# Bộ Thông tin Việt Nam Cộng hòa
Bộ Thông tin Việt Nam Cộng hòa là cơ quan chính phủ cao nhất chịu trách nhiệm về các vấn đề thông tin liên lạc, tuyên truyền và hoạt động báo chí của Việt Nam Cộng hòa. Phần lớn thời gian từ khi thành lập năm 1949 cho đến khi giải thể do Sài Gòn thất thủ vào ngày 30 tháng 4 năm 1975. Trụ sở Bộ Thông tin tọa lạc tại số 79-81, đường Phan Đình Phùng, Quận 3, Sài Gòn.

## Lịch sử

### Tiền thân
Dưới thời Nam Kỳ tự trị (1946 – 1948) và Quốc gia Việt Nam (1949 – 1955), hầu hết các chính phủ này đều có bộ chuyên trách quản lý hoạt động báo chí trong phạm vi lãnh thổ quản lý của mình, với tên thường gọi chung là Bộ Thông tin. Về mặt tổ chức, cơ quan nhà nước đặc trách quản lý báo chí ở cấp trung ương là Bộ Thông tin được bắt đầu có từ trong Chính phủ Nam Kỳ tự trị Lê Văn Hoạch (1946 – 1947). Chính phủ này gồm có 11 bộ, trong đó có Bộ Thông tin do Nguyễn Phú Khai làm Tổng trưởng. Tiếp liền theo đó, Chính phủ Nam Kỳ tự trị Nguyễn Văn Xuân (1947 – 1948) gồm 13 bộ, trong đó cũng có Bộ Tuyên truyền và Thông tin do Trần Văn Ân đứng đầu. Khi Chính phủ Trung ương Lâm thời Việt Nam (1948 – 1949) ra đời để chuẩn bị cho việc Quốc trưởng Bảo Đại về nước chấp chính Quốc gia Việt Nam thì Chính phủ Trung ương Lâm thời đó gồm 9 bộ, cũng có Bộ Thông tin Báo chí và Tuyên truyền do Phan Huy Đán làm Tổng trưởng.

### Quốc gia Việt Nam
Ngày 1 tháng 7 năm 1949, Quốc trưởng Bảo Đại về nước thành lập Chính phủ đầu tiên của Quốc gia Việt Nam do Quốc trưởng kiêm Thủ tướng thì Chính phủ này (1949 – 1950) cũng có Bộ Thông tin do Luật sư Trần Văn Tuyên làm Tổng trưởng Bộ Thông tin. Chính phủ Nguyễn Văn Tâm (1952 – 1954) có Phó Thủ tướng Phan Văn Giáo kiêm Tổng trưởng Bộ Thông tin sau đó Phó Thủ tướng Lê Văn Hoạch kiêm Tổng trưởng Bộ Thông tin Tuyên truyền và Tác chiến tinh thần. Chính phủ Bửu Lộc (từ tháng 1 đến tháng 7 năm 1954) có Luật sư Lê Thăng làm Tổng trưởng Bộ Thông tin. Rồi đến Chính phủ Ngô Đình Diệm (1954 – 1955) có Luật sư Lê Quang Luật làm Bộ trưởng tại Phủ Thủ tướng phụ trách Thông tin và sau cùng, Luật sư Trần Chánh Thành làm  Tổng trưởng Bộ Thông tin (từ tháng 5 năm 1955 đến tháng 10 năm 1955).

### Việt Nam Cộng hòa

#### Đệ Nhất Cộng hòa
Sau cuộc trưng cầu dân ý ngày 23 tháng 10 năm 1955, chính quyền Việt Nam Cộng hòa của Tổng thống Ngô Đình Diệm thay thế chính quyền Quốc gia Việt Nam của Quốc trưởng Bảo Đại thì Thủ tướng cuối cùng là Ngô Đình Diệm của Quốc gia Việt Nam nghiễm nhiên trở thành Tổng thống đầu tiên của Việt Nam Cộng hòa. Nội các mới của Chính phủ Việt Nam Cộng hòa gồm 14 bộ, trong đó có Bộ Thông tin và Chiến tranh tâm lý; chức danh Tổng trưởng được đổi thành Bộ trưởng kể từ ngày 29 tháng 10 năm 1955.
Ngày 3 tháng 12 năm 1955, Bộ Thông tin và Chiến tranh tâm lý được cải tổ với tên mới là Bộ Thông tin và Thanh niên. Theo đó, Bộ trưởng Bộ Thông tin và Thanh niên vẫn giữ nguyên nhiệm vụ và thẩm quyền của Bộ trưởng Bộ Thông tin và Chiến tranh tâm lý cũ; đồng thời Nha Tổng Giám đốc Thanh niên và Thể thao trước đó thuộc Bộ Quốc gia Giáo dục và Thanh niên nay đặt thuộc Bộ Thông tin và Thanh niên, Luật sư Trần Chánh Thành được lưu nhiệm làm Bộ trưởng. Ngày 17 tháng 9 năm 1959, Nha Tổng Giám đốc Thanh niên và Thể thao được tách ra, đưa về trực thuộc Phủ Tổng thống. Ngày 19 tháng 10 năm 1960, Sắc lệnh 224-TTP lại cải tổ Bộ Thông tin và Thanh niên thành Nha Tổng Giám đốc Thông tin trực thuộc Phủ Tổng thống. Trong Nha Tổng Giám đốc Thông tin có Nha Thông tin Báo chí và Nha Vô tuyến Truyền thanh. Trần Văn Dĩnh được cử giữ chức Tổng Giám đốc Thông tin.

#### Thời kỳ Quân quản
Sau khi Hội đồng Quân nhân Cách mạng tiến hành đảo chính lật đổ nền Đệ Nhất Cộng hòa vào ngày 1 tháng 11 năm 1963, Chính phủ Lâm thời Nguyễn Ngọc Thơ gồm 14 bộ trong đó có Bộ Thông tin do Thiếu tướng Trần Tử Oai làm Tổng trưởng. Theo Nghị định số 13-BTT/NĐ ngày 15 tháng 11 năm 1963 của Tổng trưởng Bộ Thông tin, Bộ Thông tin có Nha Thông tin Báo chí và Nha Vô tuyến Truyền thanh. Riêng Nha Thông tin Báo chí gồm có 3 phòng: Phòng Điểm báo, Phòng Pháp chế báo chí và Phòng Liên lạc báo chí.
Đầu năm 1964, sau cuộc chỉnh lý của Tướng Nguyễn Khánh, Chính phủ Nguyễn Khánh được thành lập với 13 bộ, trong đó có Bộ Thông tin do Giáo sư Phạm Thái làm Tổng trưởng. Tháng 11 năm 1964, Chính phủ Trần Văn Hương được thành lập, gồm 11 bộ, Bộ Thông tin do Lê Văn Tuấn làm Tổng trưởng.
Ngày 18 tháng 1 năm 1965, Chính phủ Trần Văn Hương được cải tổ, Bộ Thông tin lúc này được đổi thành Bộ Tâm lý chiến. Bộ này do Thiếu tướng Linh Quang Viên làm Tổng trưởng. Tướng Linh Quang Viên tiếp tục làm Tổng trưởng Thông tin Tâm lý chiến trong Chính phủ Phan Huy Quát từ ngày 16 tháng 2 năm 1965 đến ngày 25 tháng 5 năm 1965. Qua cuộc cải tổ Chính phủ Phan Huy Quát ngày 25 tháng 5 năm 1965, chức vụ Bộ trưởng Thông tin được giao cho Luật sư Đinh Trịnh Chính. Sau thất bại của giải pháp chính quyền dân sự thì đến ngày 19 tháng 6 năm 1965, Thiếu tướng Nguyễn Cao Kỳ thành lập Nội các Chiến tranh hay còn gọi là Ủy ban Hành pháp Trung ương, Luật sư Đinh Trịnh Chính tiếp tục làm Ủy viên Tâm lý chiến (tên mới của chức Bộ trưởng Thông tin).

#### Đệ Nhị Cộng hòa
Dưới thời Đệ Nhị Cộng hòa, Chính phủ Nguyễn Văn Lộc gồm 17 bộ nhưng không có Bộ Thông tin, mà việc quản lý hoạt động thông tin báo chí là nhiệm vụ của Nha Tổng Giám đốc Thông tin và Báo chí trực thuộc Phủ Thủ tướng. Sau cuộc tiến công Tết Mậu Thân vào đầu năm 1968, Chính phủ Nguyễn Văn Lộc sụp đổ, Chính phủ Trần Văn Hương thay thế. Theo đó, Chính phủ Trần Văn Hương trình diện ngày 25 tháng 5 năm 1968 gồm 15 bộ, Giáo sư Tôn Thất Thiện được cử làm Tổng trưởng Bộ Thông tin. Ngày 22 tháng 12 năm 1968, Tổng trưởng Thông tin Tôn Thất Thiện từ chức, Tổng trưởng Chiêu hồi Nguyễn Ngọc An được cử kiêm nhiệm chức vụ Tổng trưởng Thông tin. Ngày 1 tháng 9 năm 1969, Chính phủ Trần Thiện Khiêm được thành lập nhằm thay thế Chính phủ Trần Văn Hương với 16 bộ, trong đó có Bộ Thông tin do Dược sĩ Ngô Khắc Tỉnh làm Tổng trưởng.
Ngày 9 tháng 1 năm 1973, theo Sắc lệnh số 014-TT/SL của Tổng thống Nguyễn Văn Thiệu, Bộ Thông tin được cải biến thành Phủ Tổng ủy Dân vận trực thuộc Phủ Tổng thống, do một Tổng ủy trưởng đứng đầu, xếp ngang hàng với Tổng trưởng. Trong Phủ Tổng ủy Dân vận có Khối Phối hợp báo chí và nghệ thuật với chức năng quản lý báo chí quốc nội và quốc ngoại. Hoàng Đức Nhã được cử làm Tổng ủy trưởng.
Ngày 28 tháng 6 năm 1974, theo Sắc lệnh số 137-SL/DVCH, Phủ Tổng ủy Dân vận được đổi thành Bộ Dân vận và Chiêu hồi và sau đó, theo Sắc lệnh số 014-SL/DVCH ngày 20 tháng 1 năm 1975 của Thủ tướng Trần Thiện Khiêm, nhiệm vụ và tổ chức của Bộ Dân vận và Chiêu hồi được ấn định lại. Sau khi Chính phủ Trần Thiện Khiêm tổng từ chức vào đầu tháng 4 năm 1975 thì Bộ Dân vận và Chiêu hồi lúc này được đổi thành Bộ Thông tin và Chiêu hồi trong chính phủ kế tiếp. 
Trong hơn 10 ngày cuối cùng của chính quyền Việt Nam Cộng hòa, Chính phủ Nguyễn Bá Cẩn (từ ngày 15 tháng 4 đến ngày 28 tháng 4 năm 1975) thành lập theo Sắc lệnh số 350-TT/SL ngày 4 tháng 4 năm 1975 và Sắc lệnh số 380-TT/SL ngày 14 tháng 4 năm 1975 đã sắp xếp Chuẩn tướng Phan Hòa Hiệp ra nhậm chức Tổng trưởng Bộ Thông tin và Chiêu hồi. Ít lâu sau, ông từ chức vào ngày 28 tháng 4 rồi đến trưa ngày hôm sau mới chạy ra Vũng Tàu di tản bằng đường biển. 
Chính phủ Vũ Văn Mẫu (từ ngày 28 tháng 4 đến ngày 30 tháng 4 năm 1975) của Tổng thống cuối cùng Dương Văn Minh đã bổ nhiệm Nhà báo Lý Quí Chung làm Tổng trưởng Bộ Thông tin và Nhà báo Dương Văn Ba làm Thứ trưởng Bộ Thông tin. Lý Quí Chung vừa mới giữ chức Tổng trưởng vào tối ngày 28 tháng 4 thì sáng ngày hôm sau đã đến nhiệm sở ra lệnh cho nhân viên của Bộ Thông tin và Chiêu hồi phải đổi tên gọi thành Bộ Thông tin, rồi điều hành bộ này cho đến trưa ngày 30 tháng 4 năm 1975. Tuy vậy, Tổ chức, nhiệm vụ của Chính phủ này và chức danh lãnh đạo chỉ là nói miệng với nhau, thực tế nội các này chỉ mới dự kiến, chưa kịp trình diện ra mắt cũng như không có văn bản nào làm cơ sở pháp lý.